# هيذر روبسون
هيذر روبسون (بالإنجليزية: Heather Robson)‏ هي لاعبة كرة الريشة نيوزيلندية، ولدت يوم 6 مايو 1928.